# Sally Pressman
Sally Pressman (New York, 1 augustus 1981) is een Amerikaanse actrice. Ze is opgeleid als balletdanseres en was lid van de Manhattan Ballet Company. Ze studeerde af aan de Yale-universiteit met een kunstendiploma in theater. Sindsdien speelde ze mee in verschillende televisieseries, -films en onafhankelijke films.
Op 17 september 2011 huwde ze met acteur David Clayton Rogers, met wie ze op 10 april 2013 een zoontje kreeg.

## Filmografie
- International Standard Name Identifier: 0000 0000 7185 5699
- Library of Congress Control Number: no2009170234
- Virtual International Authority File: 101555663
- WorldCat: E39PBJcWrPrXY9cjtpmKwyXfMP